# Pommera
Pommera est une commune française située dans le département du Pas-de-Calais en région Hauts-de-France. Ses habitants sont appelés les Pommerayens. La commune est membre de la communauté de communes des Campagnes de l'Artois.

## Géographie

### Localisation
Localisée dans le sud-est du département du Pas-de-Calais, traversée par la route nationale 25 et limitrophe du département de la Somme, la commune de Pommera est située, à vol d'oiseau, à 7 km à l'est de Doullens, à 27 km au nord-ouest d'Arras (chef-lieu d'arrondissement et préfecture du Pas-de-Calais) et à 31 km au nord-est d'Amiens (aire d'attraction).
Le territoire de la commune est limitrophe de ceux de six communes, dont une, Lucheux, située dans le département de la Somme.
Les communes limitrophes sont  Famechon, Halloy, Lucheux, Mondicourt, Orville et Pas-en-Artois.

### Géologie et relief
La superficie de la commune est de 4,42 km2 ; son altitude varie de 130  à   162 mètres.

### Hydrographie
La commune est située dans le bassin Artois-Picardie. Elle n'est drainée par aucun cours d'eau,.

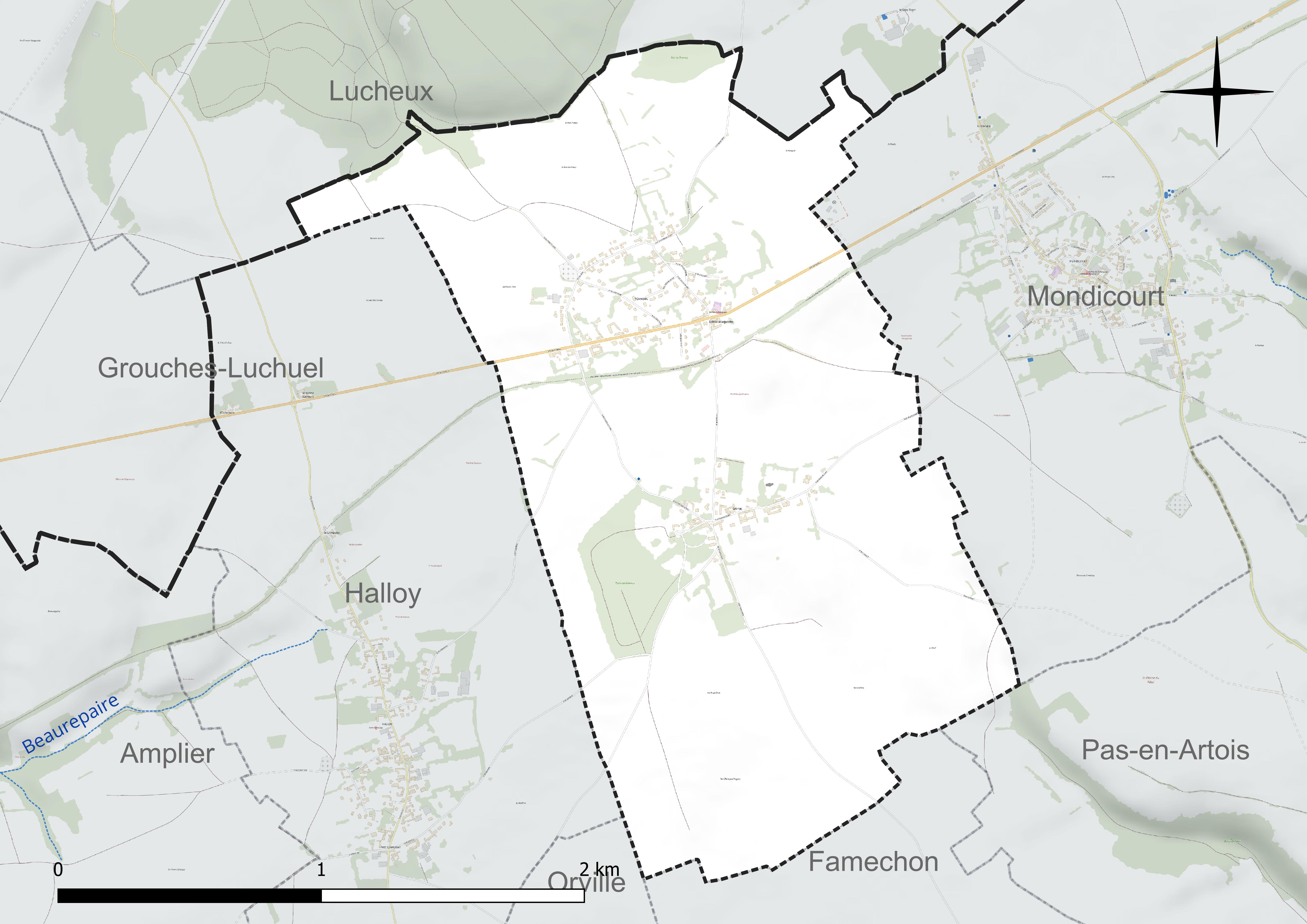
Réseau hydrographique de Pommera.

### Climat
Pour des articles plus généraux, voir Climat des Hauts-de-France et Climat du Nord-Pas-de-Calais.
En 2010, le climat de la commune est de type climat des marges montargnardes, selon une étude du Centre national de la recherche scientifique (CNRS) s'appuyant sur une série de données couvrant la période 1971-2000. En 2020, Météo-France publie une typologie des climats de la France métropolitaine dans laquelle la commune est exposée à un climat océanique et est dans une zone de transition entre les régions climatiques « Nord-est du bassin Parisien » et « Côtes de la Manche orientale ».
Pour la période 1971-2000, la température annuelle moyenne est de 9,8 °C, avec une amplitude thermique annuelle de 14,3 °C. Le cumul annuel moyen de précipitations est de 881 mm, avec 12,9 jours de précipitations en janvier et 9,6 jours en juillet. Pour la période 1991-2020, la température moyenne annuelle observée sur la station météorologique la plus proche, située sur la commune de Saulty à 8 km à vol d'oiseau, est de 10,4 °C et le cumul annuel moyen de précipitations est de 899,7 mm,. Pour l'avenir, les paramètres climatiques de la commune estimés pour 2050 selon différents scénarios d'émission de gaz à effet de serre sont consultables sur un site dédié publié par Météo-France en novembre 2022.

### Paysages
Pour un article plus général, voir Paysage en France.
La commune s'inscrit dans l'est du « paysage du val d'Authie » tel que défini dans l'atlas des paysages de la région Nord-Pas-de-Calais, conçu par la direction régionale de l'Environnement, de l'Aménagement et du Logement (DREAL),.
Ce paysage, qui concerne 83 communes, se délimite : au sud, dans le département de la  Somme par le « paysage de l'Authie et du Ponthieu », dépendant de l'atlas des paysages de la Picardie et au nord et à l'est par les paysages du Montreuillois, du Ternois et les « paysages des plateaux cambrésiens et artésiens ». Le caractère frontalier de la vallée de l'Authie, aujourd'hui entre le Pas-de-Calais et la Somme, remonte au Moyen Âge où elle séparait le royaume de France du royaume d'Espagne, au nord.
Son coteau Nord est net et escarpé alors que le coteau Sud offre des pentes plus douces. À l'Ouest, le fleuve s'ouvre sur la baie d'Authie, typique de l'estuaire picard, et se jette dans la Manche. Avec son vaste estuaire et les paysages des bas-champs, la baie d'Authie contraste avec les paysages plus verdoyants en amont.
L'Authie, entaille profonde du plateau artésien, a créé des entités écopaysagères prononcées avec un plateau calcaire dont l'altitude varie de 100  à   163 m qui s'étend de chaque côté du fleuve. L'altitude du plateau décline depuis le pays de Doullens, à l'est (point culminant à 163 m), vers les bas-champs picards, à l'ouest (moins de 40 m). Le fond de la vallée de l'Authie, quant à lui, est recouvert d'alluvions et de tourbes. L'Authie est un fleuve côtier classé comme cours d'eau de première catégorie où le peuplement piscicole dominant est constitué de salmonidés. L'occupation des sols des paysages de la vallée de l'Authie est composée pour 70 % en culture.

### Milieux naturels et biodiversité
L’Inventaire national du patrimoine naturel (INPN) recense plusieurs espèces faunistiques et floristiques sur le territoire de la commune dont certaines sont protégées et d’autres menacées et quasi-menacées.

## Urbanisme

### Typologie
Au 1er janvier 2024, Pommera est catégorisée commune rurale à habitat dispersé, selon la nouvelle grille communale de densité à sept niveaux définie par l'Insee en 2022.
Elle est située hors unité urbaine. Par ailleurs la commune fait partie de l'aire d'attraction d'Amiens, dont elle est une commune de la couronne,. Cette aire, qui regroupe 369 communes, est catégorisée dans les aires de 200 000 à moins de 700 000 habitants,.

### Occupation des sols
L'occupation des sols de la commune, telle qu'elle ressort de la base de données européenne d'occupation biophysique des sols Corine Land Cover (CLC), est marquée par l'importance des territoires agricoles (93,2 % en 2018), en diminution par rapport à 1990 (99,9 %). La répartition détaillée en 2018 est la suivante : 
terres arables (81,4 %), zones urbanisées (6,7 %), prairies (5,9 %), zones agricoles hétérogènes (5,8 %), forêts (0,1 %). L'évolution de l'occupation des sols de la commune et de ses infrastructures peut être observée sur les différentes représentations cartographiques du territoire : la carte de Cassini (XVIIIe siècle), la carte d'état-major (1820-1866) et les cartes ou photos aériennes de l'IGN pour la période actuelle (1950 à aujourd'hui).

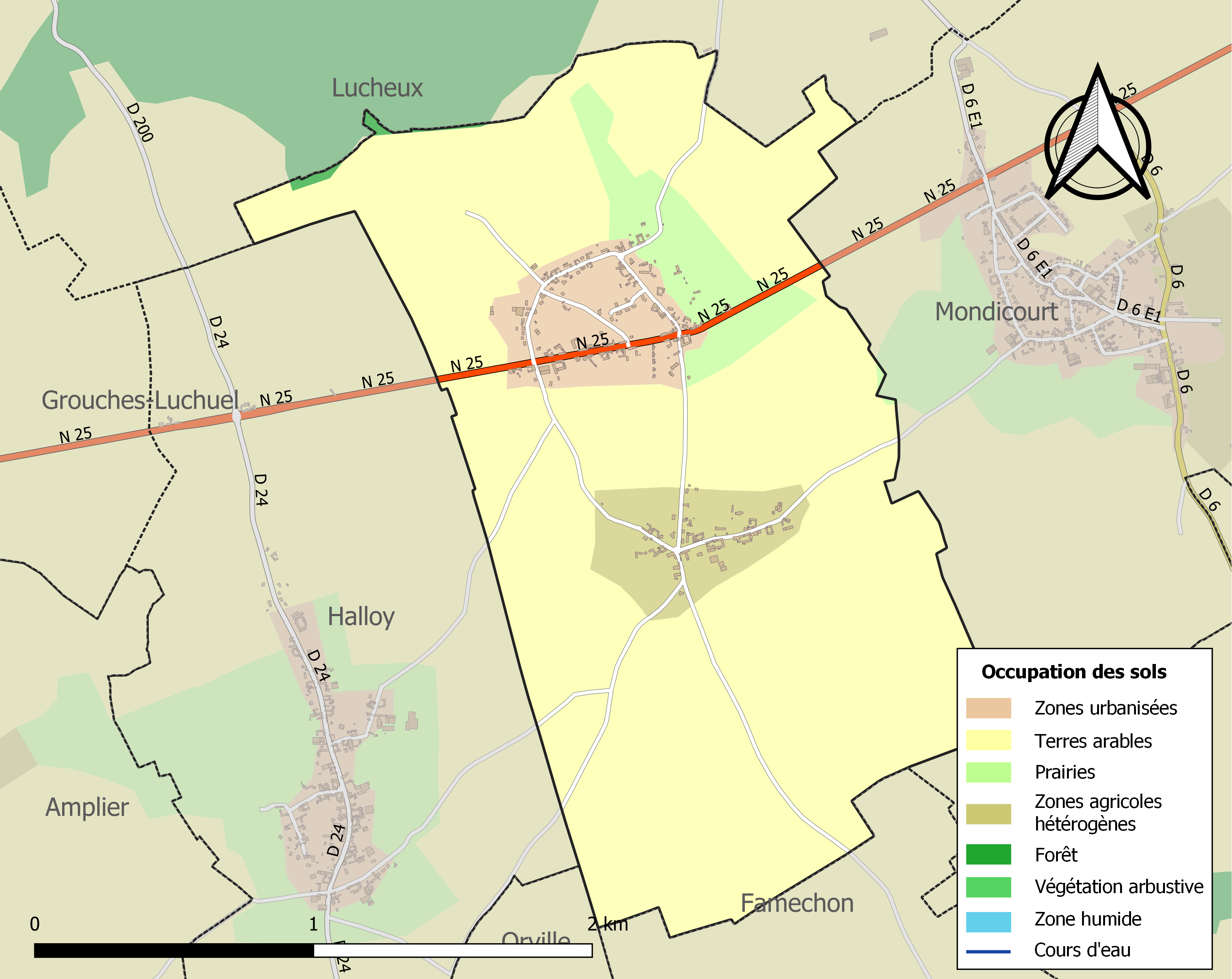
Carte des infrastructures et de l'occupation des sols de la commune en 2018 (CLC).

### Lieux-dits, hameaux et écarts
La commune compte un hameau, le Grenas.

### Voies de communication et transports

#### Transport ferroviaire
La commune était traversée par la ligne de Doullens à Arras, dont le plus proche arrêt était à Mondicourt.

## Toponymie
Le nom de la localité est attesté sous les formes Pomerast  en 1152 ; Sancta Margareta au XIIe siècle ; Pomeraus en 1290 ; Pumerast en 1375 ; Pumenaulx en 1429 ; Pumiéras en 1469 ; Pumérat en 1474 ; Puméra en  1536 ; Pommeras en 1739 ; Pomméra-Sainte-Marguerite au XVIIIe siècle ; Pomera Grena en 1793 ; Pomeras et Pommera depuis 1801.

## Histoire
Au XVIIe siècle, Jérôme de Belvalet, écuyer, avocat au conseil provincial d'Artois, est seigneur de Pomeras. Il a pour femme Marie-Marguerite Le Pippre, fille de Pierre, échevin d'Arras en 1605, et d'Isabeau Billot.

### Circonscriptions d'Ancien Régime
D'après l'historien français Auguste de Loisne : « Pomméra, en 1789, faisait partie de la sénéchaussée de Saint-Pol et suivait la coutume d'Artois. Son église, diocèse d'Arras, doyenné de Pas, secours de Mondicourt, était consacrée à sainte Marguerite et avait Grena pour annexe. »

## Politique et administration

### Découpage territorial
La commune se trouve depuis 1926 dans l'arrondissement d'Arras du département du Pas-de-Calais.

#### Commune et intercommunalités
La commune faisait partie de la communauté de communes du canton de Pas-en-Artois, créée en 1997 et qui a fusionné avec sa voisine pour former, le 1er janvier 2008 la communauté de communes des Deux Sources.
Dans le cadre des prescriptions de la  loi portant nouvelle organisation territoriale de la République (Loi NOTRe), qui prévoit que les établissements publics de coopération intercommunale (EPCI) à fiscalité propre doivent avoir un minimum de 15 000 habitants, cette intercommunalité, qui n'atteignait pas le seuil requis, est dissoute. Une partie de ses communes, dont Pommera, est rattachée à la nouvelle communauté de communes des Campagnes de l'Artois, issue  de la fusion, le 1er janvier 2017 d'autres petites intercommunalités. La communauté de communes des Campagnes de l'Artois regroupe 96 communes et totalise 33 141 habitants en 2021.

#### Circonscriptions administratives
La commune faisait partie de 1801 à 1930 du canton d'Avesnes-le-Comte, année où elle intègre le canton de Pas-en-Artois. Dans le cadre du redécoupage cantonal de 2014 en France, elle intègre le nouveau canton d'Avesnes-le-Comte.

#### Circonscriptions électorales
Pour l'élection des députés, la commune fait partie depuis 1986 de la première circonscription du Pas-de-Calais.

### Élections municipales et communautaires

#### Liste des maires
| Période                                  | Période                    | Identité         | Étiquette | Qualité                                                                        |
| ---------------------------------------- | -------------------------- | ---------------- | --------- | ------------------------------------------------------------------------------ |
| Les données manquantes sont à compléter. |                            |                  |           |                                                                                |
| mars 2001                                | 2008                       | Patrick Bray     |           |                                                                                |
| mars 2008                                | avril 2019                 | Fabien Senaux,   |           | Mort en cours de mandat                                                        |
| juillet 2019                             | En cours (au 2 avril 2022) | Frédéric Plaquet |           | Cadre administratif et commercial d'entreprise Réélu pour le mandat 2020-2026, |

## Équipements et services publics

### Enseignement
La commune est située dans l'académie de Lille et dépend, pour les vacances scolaires, de la zone B.
Elle administre une école élémentaire en regroupement pédagogique intercommunal (RPI 61).

## Population et société

### Démographie
Les habitants sont appelés les Pommerayens.

#### Évolution démographique
L'évolution du nombre d'habitants est connue à travers les recensements de la population effectués dans la commune depuis 1793. Pour les communes de moins de 10 000 habitants, une enquête de recensement portant sur toute la population est réalisée tous les cinq ans, les populations de référence des années intermédiaires étant quant à elles estimées par interpolation ou extrapolation. Pour la commune, le premier recensement exhaustif entrant dans le cadre du nouveau dispositif a été réalisé en 2007.

En 2022, la commune comptait 308 habitants, en évolution de −0,96 % par rapport à 2016 (Pas-de-Calais : −0,72 %, France hors Mayotte : +2,11 %).
| 1793 | 1800 | 1806 | 1821 | 1831 | 1836 | 1841 | 1846 | 1851 |
| ---- | ---- | ---- | ---- | ---- | ---- | ---- | ---- | ---- |
| 464  | 395  | 525  | 556  | 585  | 596  | 572  | 548  | 567  |

| 1856 | 1861 | 1866 | 1872 | 1876 | 1881 | 1886 | 1891 | 1896 |
| ---- | ---- | ---- | ---- | ---- | ---- | ---- | ---- | ---- |
| 531  | 550  | 548  | 500  | 458  | 453  | 440  | 419  | 421  |

| 1901 | 1906 | 1911 | 1921 | 1926 | 1931 | 1936 | 1946 | 1954 |
| ---- | ---- | ---- | ---- | ---- | ---- | ---- | ---- | ---- |
| 389  | 363  | 332  | 321  | 298  | 280  | 271  | 257  | 291  |

| 1962 | 1968 | 1975 | 1982 | 1990 | 1999 | 2006 | 2007 | 2012 |
| ---- | ---- | ---- | ---- | ---- | ---- | ---- | ---- | ---- |
| 303  | 293  | 277  | 260  | 238  | 245  | 284  | 289  | 322  |

| 2017 | 2022 | - | - | - | - | - | - | - |
| ---- | ---- | - | - | - | - | - | - | - |
| 306  | 308  | - | - | - | - | - | - | - |

#### Pyramide des âges
En 2018, le taux de personnes d'un âge inférieur à 30 ans s'élève à 38,3 %, soit au-dessus de la moyenne départementale (36,7 %). À l'inverse, le taux de personnes d'âge supérieur à 60 ans est de 20,0 % la même année, alors qu'il est de 24,9 % au niveau départemental.
En 2018, la commune comptait 156 hommes pour 151 femmes, soit un taux de 50,81 % d'hommes, largement supérieur au taux départemental (48,50 %).
Les pyramides des âges de la commune et du département s'établissent comme suit.
| Hommes | Classe d’âge | Femmes |
| ------ | ------------ | ------ |
| 0,0    | 90 ou +      | 1,3    |
| 4,5    | 75-89 ans    | 7,9    |
| 14,8   | 60-74 ans    | 11,3   |
| 22,6   | 45-59 ans    | 18,5   |
| 21,3   | 30-44 ans    | 21,2   |
| 11,0   | 15-29 ans    | 17,9   |
| 25,8   | 0-14 ans     | 21,9   |

| Hommes | Classe d’âge | Femmes |
| ------ | ------------ | ------ |
| 0,5    | 90 ou +      | 1,6    |
| 5,6    | 75-89 ans    | 8,9    |
| 16,7   | 60-74 ans    | 18,1   |
| 20,2   | 45-59 ans    | 19,2   |
| 18,9   | 30-44 ans    | 18,1   |
| 18,2   | 15-29 ans    | 16,2   |
| 19,9   | 0-14 ans     | 17,9   |

## Culture locale et patrimoine

### Lieux et monuments
- L'église Sainte-Marguerite, construite en 1858, dont la flèche en pierre du clocher fut démolie après l'ouragan du 12 mars 1876. Sur la cloche, on peut lire les inscriptions suivantes : D'un côté : POMMERA-GRENAS ; en dessous, 3 fleurs de lys, 2 et 1 et une tête d'ange. De l'autre côté : + L'AN 1821 je fus nommée MARIE LOUISE SAINTE MARGUERITE. En bas, Christ avec Marie Madeleine entre la vierge et un évêque.

L'ancienne église, de plus grandes dimensions, comprenait les sépultures de plusieurs membres de la famille de Belvalet, seigneurs de Pommera.
- Le château : manoir de la fin du XVIIIe siècle. Le parc du château est répertorié à l'inventaire général du patrimoine architectural en France (base Mérimée)[33].

Le château
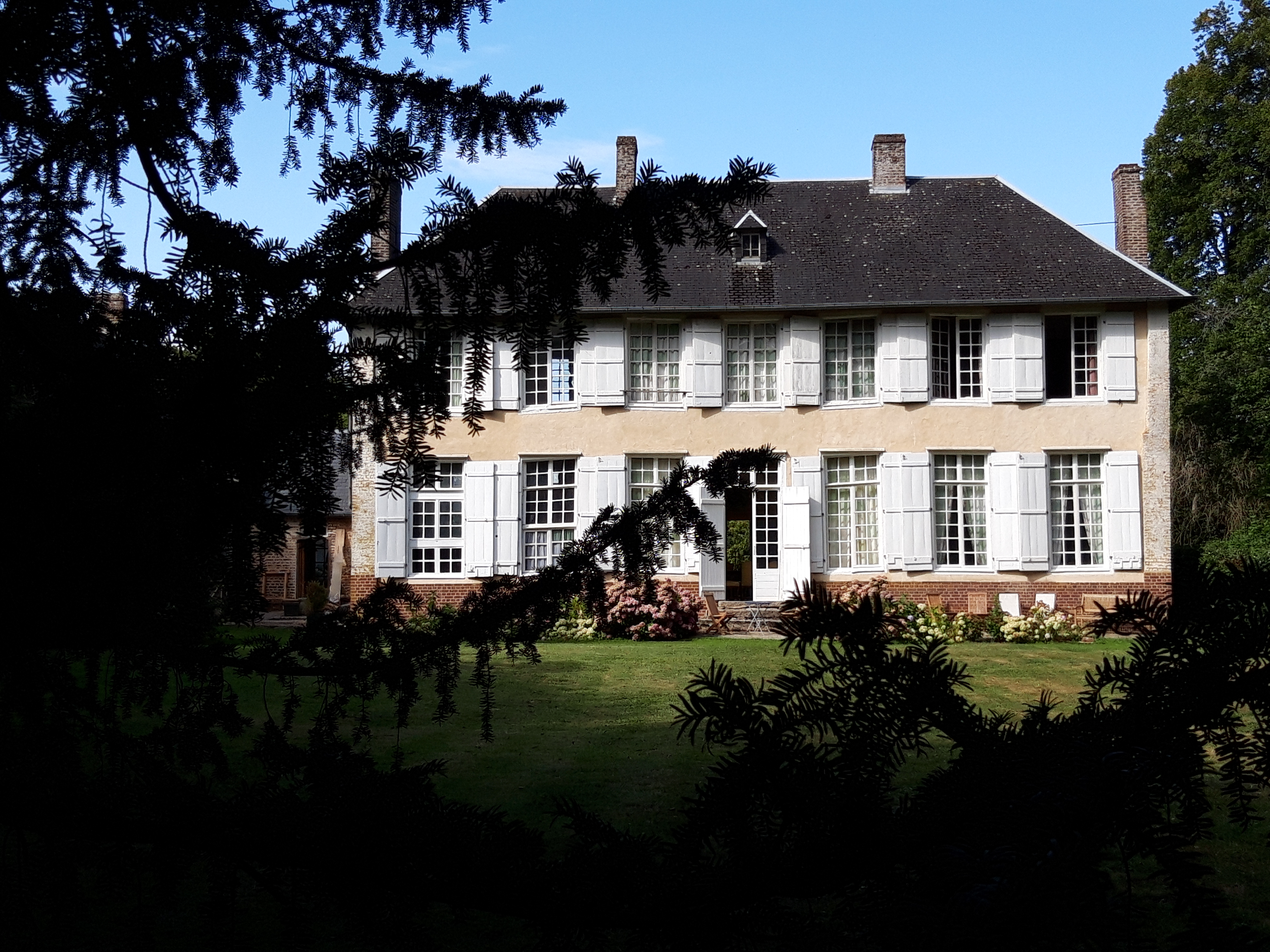
Façade est du château.
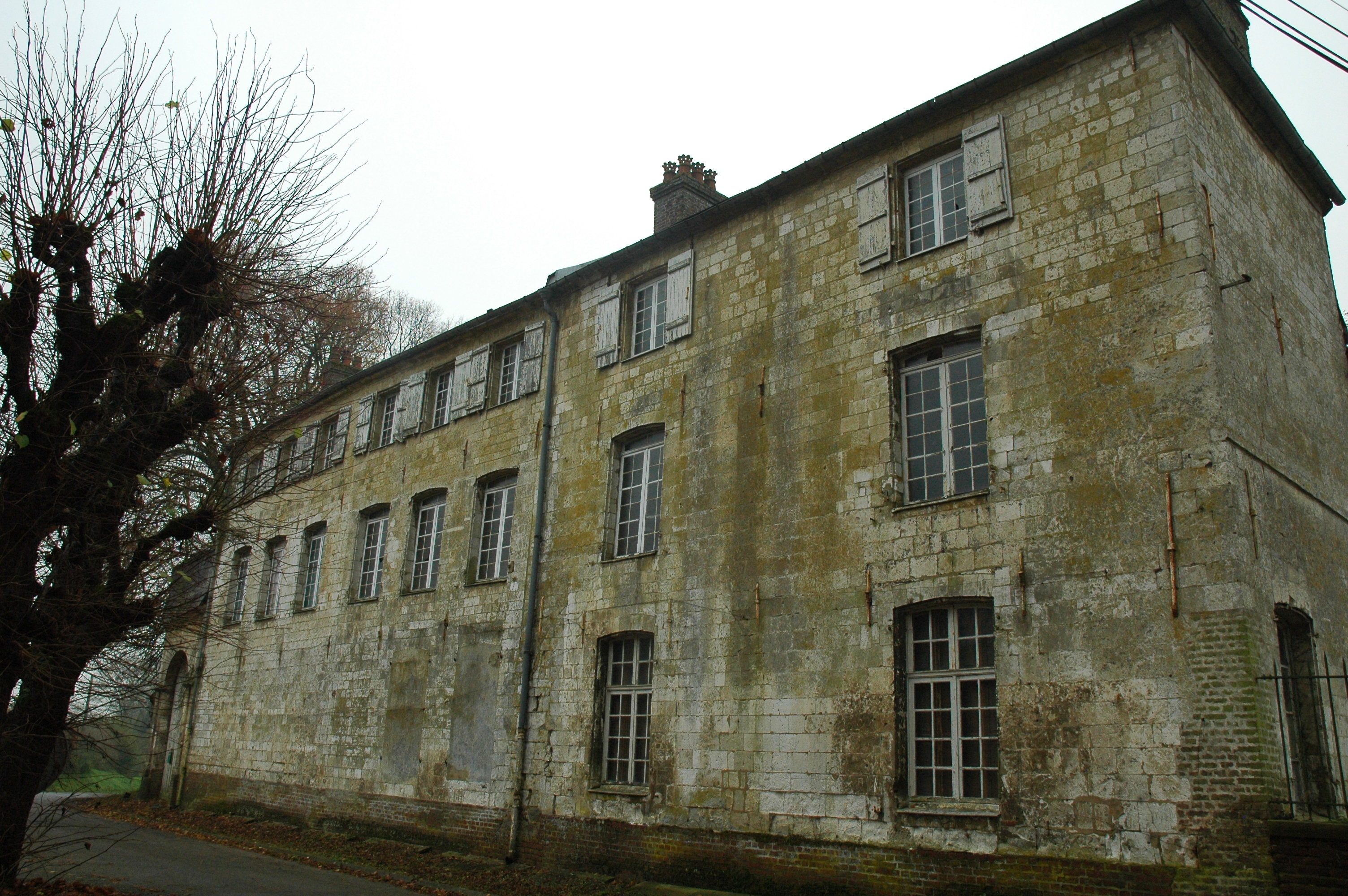
L'arrière de château de Grenas.

- La mairie, maison de maître en pierre.
- Une chapelle, dévouée à la Vierge, sur le chemin d'Humbercourt.
- Le monument aux morts, surmonté du coq gaulois[34].

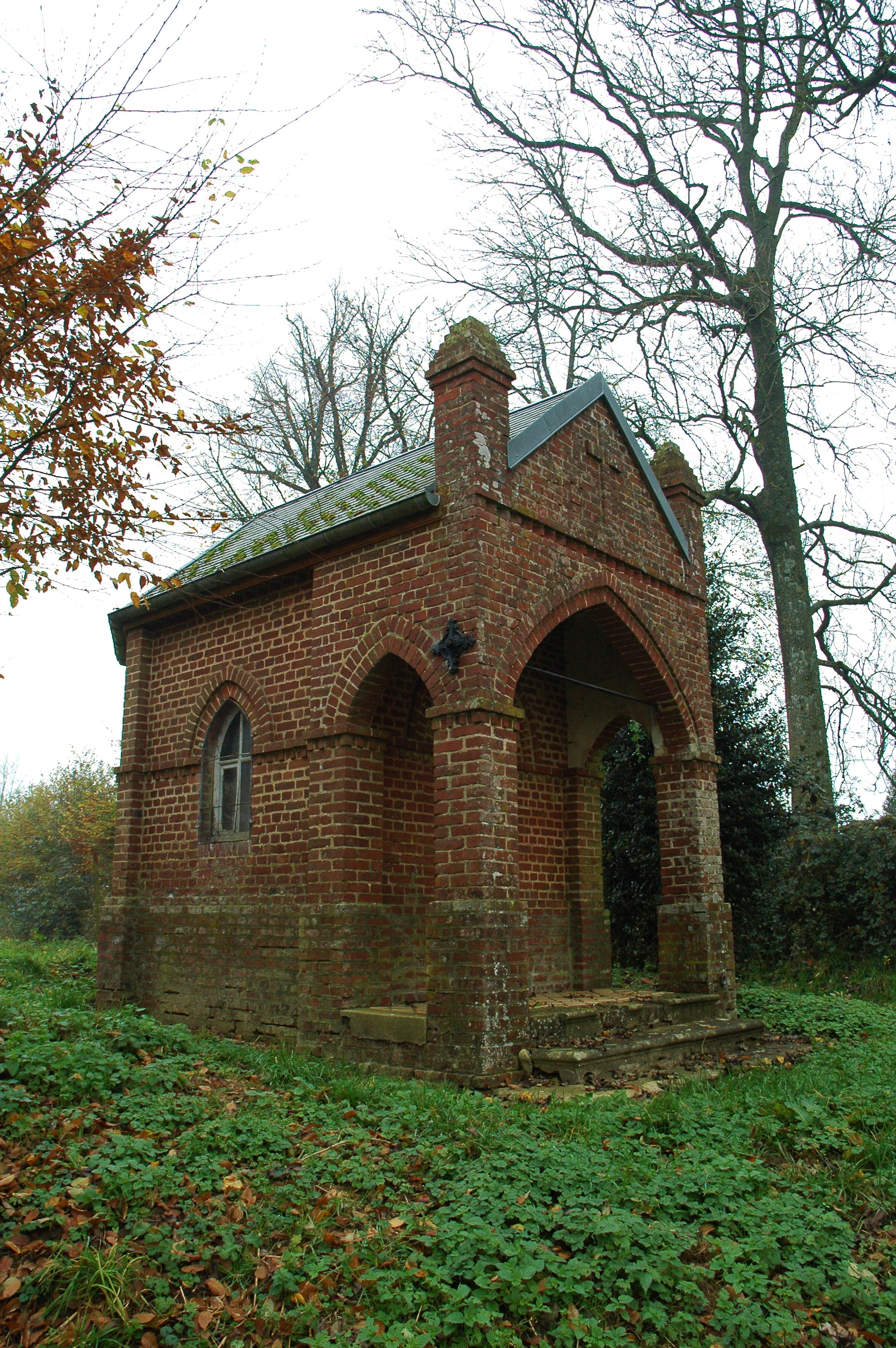
La chapelle.
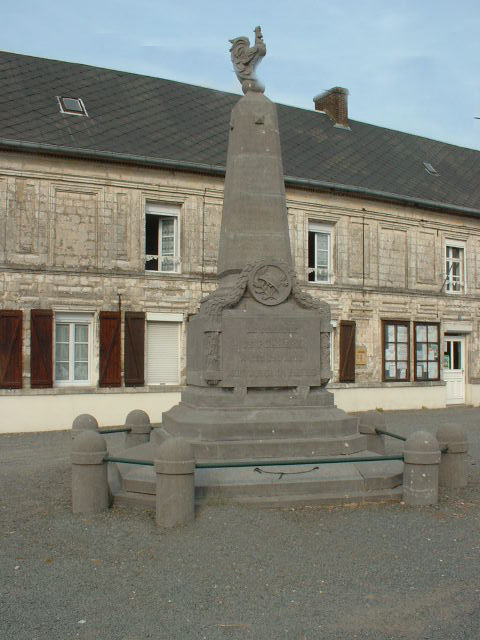
Le monument aux morts.

### Personnalités liées à la commune
- Paul Schad-Rossa (de) (1862-1916), a peint vers 1914 le tableau Paysage dans Pommera.

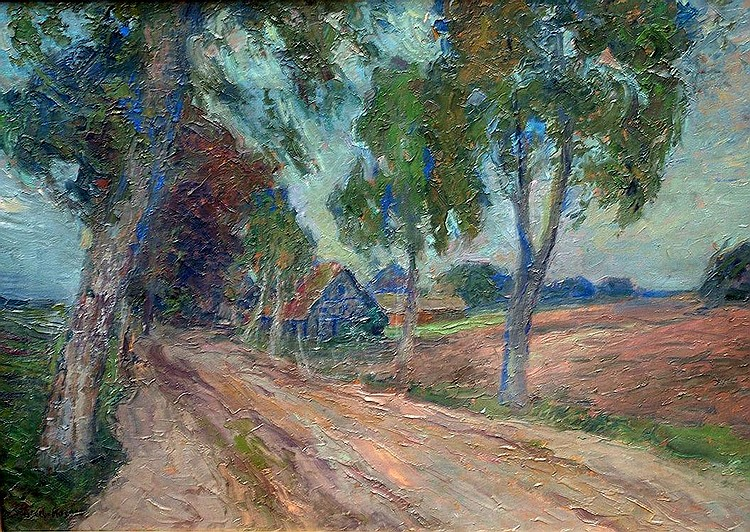
Paul Schad-Rossa : Paysage dans Pommera.

### Héraldique
| Blason de Pommera | Blason  | D'argent au pommier de sinople fruité de gueules, accosté de deux gerbes de blé de sinople. |
| Blason de Pommera | Détails | Le statut officiel du blason reste à déterminer.                                            |

## Pour approfondir

#### Bases de données, dictionnaires et encyclopédies
- Ressources relatives à la géographie :   - Insee (communes)
  - Ldh/EHESS/Cassini
- Ressource relative à plusieurs domaines :   - Annuaire du service public français
- Notices d'autorité :   - BnF (données)